# 조너선 캐플런
조너선 캐플런(영어: Jonathan Kaplan, 1947년 11월 25일 ~ 2025년 8월 3일)은 미국의 영화 프로듀서이자 영화 감독이다. 영화 피고인 (영화)를 통해 여배우 조디 포스터가 아카데미 여우주연상을 받았으며 제39회 베를린 국제 영화제에서 황금곰상 후보에 올랐다.

## 참여 작품
- 야간 간호원
- 밸리 고교에서 생긴 일
- 강력범
- 하이웨이 인생
- 상속자 (1977년 영화)
- 오버 디 에지 (영화)
- 11번째 희생자
- 고래같은 마음
- X 전략
- 피고인 (영화)
- 가족 (1989년 영화)
- 무단 침입 (1992년 영화)
- 러브 필드 (영화)
- 나쁜 여자들 (1994년 영화)
- ER (드라마)
- 브로크다운 팰리스
- 크로싱 조던
- 성범죄수사대: SVU
- 위드아웃 어 트레이스